# Hippeastrum breviflorum
Hippeastrum breviflorum är en amaryllisväxtart som beskrevs av Herb.. Hippeastrum breviflorum ingår i släktet amaryllisar, och familjen amaryllisväxter. Inga underarter finns listade i Catalogue of Life.